# Cattedrale di Cristo Salvatore (Užhorod)
La Cattedrale di Cristo Salvatore è una chiesa ortodossa di Užhorod, in Ucraina, appartenente all'eparchia di Mukačevo e Užhorod e modellata sull'omonima chiesa di Mosca. Essa si trova in piazza Cirillo e Metodio e ha una capienza complessiva di circa 5000 persone.
La sua costruzione ebbe inizio negli anni '90, quando la vecchia cattedrale fu donata alla comunità greco-cattolica. I lavori furono completati nel 2000. L'edificio è alto circa 60 metri ed è diviso in due parti: una inferiore, dove c'era la vecchia Chiesa dell'Esaltazione della Croce e alta circa 6 metri, e una superiore, ovvero l'attuale Chiesa del Salvatore, la cui altezza è di circa 36 metri. La chiesa inoltre possiede una sala conferenze con una capienza di 300 persone e una sala da pranzo di beneficenza che può ospitarne fino a 100. Il 27 settembre 2000 si è svolta in chiesa la prima funzione religiosa. Il 3 settembre 2012 è scoppiato un incendio nella chiesa, causato da una violazione delle regole di installazione e funzionamento degli impianti elettrici.